# Triptyk (musikgrupp)
Triptyk är en svensk musikgrupp bestående av Johan Hedin (nyckelharpa), Ola Bäckström (fiol) och Jonas Knutsson (saxofon). Gruppens musik är genreöverskridande och blandar svensk folkmusik med bl.a. jazz och klassisk musik.
Gruppen har gett ut två studioalbum: Triptyk (1998) och julskivan Midwinter Night's Mass (2000).

## Diskografi
- 1998 – Triptyk
- 2000 – Midwinter Night's Mass

## Medlemmar
- Johan Hedin - nyckelharpa
- Ola Bäckström - fiol
- Jonas Knutsson - saxofon